# Hôpital-prieuré Saint-Jacques (Bordeaux)
L'hôpital-prieuré Saint-Jacques, aussi connu sous le nom d'hôpital Saint-James est probablement l'ensemble médiéval le plus ignoré de Bordeaux. Il ne subsiste de cet hôpital créé au XIIe siècle pour accueillir les pèlerins se rendant à Saint-Jacques de Compostelle qu'une église d'une soixantaine de mètres de long enserrée dans un îlot d'habitations, et invisible depuis la rue du Mirail quand la porte est fermée, près de la porte Saint-Éloi.

## Historique
L'hôpital-prieuré a été implanté hors les murs de la ville par le duc Guillaume X d'Aquitaine, en 1119, sur le territoire paroissial de l'église Saint-Éloi.
En 1181, Henri II Plantagenêt, roi d'Angleterre et duc d'Aquitaine, prévoit de réserver dans l'hôpital « six lits pour les pauvres pèlerins, passants nécessiteux auxquels ils administreront du pain et du vin et le chauffage jusqu'à deux nuits, s'il est besoin ».
L'hôpital est partiellement détruit pendant le siège de Bordeaux par les troupes d'Alphonse VIII de Castille, en 1206.
Le maire de Bordeaux Pierre Lambert s'engage à reconstruire l'hôpital en 1208. Les religieux de Saint-Jacques obtiennent le droit de cimetière en 1174 et construisent la chapelle funéraire de la Madeleine qui est détruite en 1548. La voûte[Laquelle ?] date de la seconde moitié du XVe siècle.
Une visite de l'archevêque Prévost de Sansac, en 1572, montre un état accablant de l'hôpital. Les Jésuites s'y installent peu après. Le nouveau collège des Jésuites s'installe, en 1574, de l'autre côté de la rue du Mirail, à l'emplacement actuel du lycée Montaigne, et prend le nom de collège de la Madeleine. Il est alors le rival du collège de Guyenne. Il est fermé en 1589 et rouvert en 1604. Un passage voûté creusé sous la rue permettait un accès rapide du collège à l'église. L'église et le collège sont rattachés au collège de Guyenne après l'expulsion des Jésuites en 1764,,.
L'église est vendue en 1773 à deux architectes bordelais, Jean et Étienne Laclotte. Elle est transformée en salle de spectacles, le théâtre Molière, et un immeuble de rapport est construit sur la rue.
Elle est occupée par la congrégation des Pères de la Miséricorde de 1832 à leur expulsion, en 1880. Elle est alors rachetée par des commerçants. En 1971, elle sert de  garage et de dépôts pour les établissements Lagrue (épicerie et supermarché, situés cours Victor Hugo à l'angle de la rue Sainte-Catherine), puis en mars 2020 en tant que garage à voitures.
L'église n'a pas été protégée au titre des monuments historiques et se dégrade rapidement. Les voûtes du chevet se sont effondrées en 2001.
Depuis mai 2020, un collectif de Bordelais (« Collectif 1120 - Sauvons l’église Saint-Jacques de Bordeaux ») agit pour tenter d’obtenir la protection voire la restauration du bâtiment.
La chapelle Saint-Jacques est inscrite au titre des monuments historiques le 18 février 2021. La propriétaire n'ayant pas donné son accord au classement, elle est classée d'office au titre des monuments historiques le 3 août 2021 avec l’immeuble attenant.